# Sarcophaga auriecrania
Sarcophaga auriecrania är en tvåvingeart som beskrevs av Thomas Pape 1996. Sarcophaga auriecrania ingår i släktet Sarcophaga och familjen köttflugor.
Artens utbredningsområde är Peru. Inga underarter finns listade i Catalogue of Life.